# Souppes-sur-Loing
Souppes-sur-Loing és un municipi francès, situat al departament de Sena i Marne i a la regió de Illa de França. L'any 2007 tenia 5.605 habitants.
Forma part del cantó de Nemours, del districte de Fontainebleau i de la Comunitat de comunes Gâtinais-Val de Loing.

## Demografia

### Població
El 2007 la població de fet de Souppes-sur-Loing era de 5.605 persones. Hi havia 2.155 famílies, de les quals 633 eren unipersonals (259 homes vivint sols i 374 dones vivint soles), 589 parelles sense fills, 746 parelles amb fills i 187 famílies monoparentals amb fills.
La població ha evolucionat segons el següent gràfic:
Habitants censats

### Habitatges
El 2007 hi havia 2.541 habitatges, 2.217 eren l'habitatge principal de la família, 86 eren segones residències i 238 estaven desocupats. 1.717 eren cases i 816 eren apartaments. Dels 2.217 habitatges principals, 1.287 estaven ocupats pels seus propietaris, 877 estaven llogats i ocupats pels llogaters i 53 estaven cedits a títol gratuït; 61 tenien una cambra, 244 en tenien dues, 497 en tenien tres, 650 en tenien quatre i 765 en tenien cinc o més. 1.369 habitatges disposaven pel capbaix d'una plaça de pàrquing. A 1.098 habitatges hi havia un automòbil i a 735 n'hi havia dos o més.

### Piràmide de població
La piràmide de població per edats i sexe el 2009 era:
| Homes | Edats   | Dones |
| ----- | ------- | ----- |
| 0     | 95 o +  | 12    |
| 20    | 90 a 94 | 40    |
| 24    | 85 a 89 | 60    |
| 24    | 80 a 84 | 32    |
| 68    | 75 a 79 | 96    |
| 108   | 70 a 74 | 128   |
| 116   | 65 a 69 | 136   |
| 148   | 60 a 64 | 156   |
| 100   | 55 a 59 | 108   |
| 172   | 50 a 54 | 184   |
| 148   | 45 a 49 | 164   |
| 240   | 40 a 44 | 188   |
| 180   | 35 a 39 | 196   |
| 200   | 30 a 34 | 168   |
| 144   | 25 a 29 | 184   |
| 168   | 20 a 24 | 128   |
| 200   | 15 a 19 | 180   |
| 208   | 10 a 14 | 188   |
| 188   | 5 a 9   | 168   |
| 152   | 0 a 4   | 156   |

## Economia
El 2007 la població en edat de treballar era de 3.507 persones, 2.560 eren actives i 947 eren inactives. De les 2.560 persones actives 2.200 estaven ocupades (1.235 homes i 965 dones) i 359 estaven aturades (157 homes i 202 dones). De les 947 persones inactives 266 estaven jubilades, 344 estaven estudiant i 337 estaven classificades com a «altres inactius».

### Ingressos
El 2009 a Souppes-sur-Loing hi havia 2.210 unitats fiscals que integraven 5.603 persones, la mediana anual d'ingressos fiscals per persona era de 16.507 €.

### Activitats econòmiques
Dels 213 establiments que hi havia el 2007, 5 eren d'empreses extractives, 7 d'empreses alimentàries, 1 d'una empresa de fabricació de material elèctric, 10 d'empreses de fabricació d'altres productes industrials, 22 d'empreses de construcció, 50 d'empreses de comerç i reparació d'automòbils, 14 d'empreses de transport, 21 d'empreses d'hostatgeria i restauració, 7 d'empreses d'informació i comunicació, 11 d'empreses financeres, 12 d'empreses immobiliàries, 18 d'empreses de serveis, 23 d'entitats de l'administració pública i 12 d'empreses classificades com a «altres activitats de serveis».
Dels 57 establiments de servei als particulars que hi havia el 2009, 1 era una oficina de correu, 4 oficines bancàries, 1 funerària, 8 tallers de reparació d'automòbils i de material agrícola, 1 taller d'inspecció tècnica de vehicles, 2 autoescoles, 5 paletes, 3 guixaires pintors, 2 fusteries, 3 lampisteries, 4 electricistes, 6 perruqueries, 1 veterinari, 9 restaurants, 4 agències immobiliàries, 1 tintoreria i 2 salons de bellesa.
Dels 17 establiments comercials que hi havia el 2009, 2 eren supermercats, 2 botiges de menys de 120 m², 5 fleques, 2 carnisseries, 1 una peixateria, 1 una llibreria, 1 una botiga de roba, 1 una sabateria i 2 floristeries.
L'any 2000 a Souppes-sur-Loing hi havia 16 explotacions agrícoles que ocupaven un total de 1.482 hectàrees.

## Equipaments sanitaris i escolars
El 2009 hi havia 2 farmàcies i 1 ambulància.
El 2009 hi havia 2 escoles maternals i 2 escoles elementals. Souppes-sur-Loing disposava d'un col·legi d'educació secundària amb 314 alumnes.

## Poblacions més properes
El següent diagrama mostra les poblacions més properes.